# Teenage Mutant Ninja Turtles: Mutant Mayhem
Teenage Mutant Ninja Turtles: Mutant Mayhem er en amerikansk animationsfilm fra 2023 af Jeff Rowe.

## Medvirkende
- Micah Abbey som Donatello
- Shamon Brown Jr. som Michelangelo
- Nicolas Cantu som Leonardo
- Brady Noon som Raphael
- Hannibal Buress som Genghis Frog
- Rose Byrne
- John Cena som Rocksteady